# Свети Йоан Богослов (Болярино)
„Свети Йоан Богослов“ е православен храм в село Болярино, част от Пловдивската епархия на Българската православна църква.

## История
Строежът на църквата започва през 1907 г. от италиански майстор. За стоежа на храма са използвани само каменни блокове. Църквата е осветена през 1908 г. Белогвардеецът Павел Василков е първият свещеник. След неговата смърт храма се е поддържал от Стефан Ламбрев, Отец Иван, а в настоящия момент от Отец Петър Шаламанов.
След 1944 г. службите в църквата се разреждат до момента, в който тя окончателно спира да функционира и се заключва. През 1998 се ремонтира покрива ѝ от кмета Кольо Стоев. През 2002 г. се прави вътрешен ремонт и оттогава тя е отворена за миряните. Ремонтът е извършен от Васил Калоферов от с. Белозем със средства от населението и спонсори, осигурени от кмета на селото – Милка Вълчева.
През 2009 г. е започнат нов основен ремонт на покрива, боядисана е фасадата на сградата, стените на храма се изографисват за пръв път. Сменена е дограмата на прозорците и вратите. Ремонтът е подет от кмета Пенко Пенков, със съдействието на община Раковски и спонсори. Ремонтът е завършен и храмът отваря отново врати на 6 май 2011 г.